# Флоријано (Терамо)
Флоријано (итал. Floriano) је насеље у Италији у округу Терамо, региону Абруцо.
Према процени из 2011. у насељу је живело 27 становника. Насеље се налази на надморској висини од 257 м.